# Немкова, Татьяна Ивановна
Татьяна Ивановна Немкова  (22 ноября 1937 года, с. Узян Белорецкого района БАССР — 9 марта 2012, Белорецк) — канатчица цеха № 5 сталепроволочноканатного производства Белорецкого металлургического комбината. Полный кавалер ордена Трудовой Славы.
Депутат Верховного Совета Башкирской АССР седьмого созыва (1967—1971).
Татьяна Ивановна Немкова жила в г. Белорецке.

## Трудовая биография
Образование — среднее.
Трудиться начала в июле 1956 г. канатчицей цеха № 5 сталепроволочно-канатного производства Белорецкого металлургического комбината. В 1981 г переведена в профессионально-техническое училище № 25 мастером производственного обучения.
На комбинате Т. И. Немкова освоила производство металлокорда, участвовала в освоении технологии производства нераскручивающихся канатов, металлокорда из проволоки диаметрами 0,18 и 0,27 мм, дающей более надежную прочность.
В 1992 г. вышла на пенсию.
В Белорецком муниципальном архиве, в фонде личного происхождения, хранятся документы из личного архива Т. И. Немковой. Из 14 единиц хранения в фонде личного происхождения, помимо Т. И. Немковой, — документы Героя Социалистического Труда С. Х. Мухаметдиновой, краеведа А. И. Дмитриева, бывших директоров металлургического комбината В. М. Овчаренко и П. П. Осетрова, кандидата исторических наук Л. Г. Борозинца, Почётного гражданина города, Героя Социалистического Труда Ф. К. Сулейманова.

## Награды
За высокие производственные достижения в выполнении планов и социалистических обязательств, многолетнюю добросовестную работу на предприятии Т. И. Немкова награждена орденами Трудового Красного Знамени (1971), Трудовой Славы I (1986), II (1981), III (1975) степени, медалями.